# Piotr Rostworowski
Piotr Rostworowski OSB / EC, właśc. Wojciech Jan Rostworowski herbu Nałęcz (ur. 12 września 1910 w Rybczewicach, zm. 30 kwietnia 1999 w Albano) – polski duchowny katolicki i tłumacz; kapłan w stopniu prezbitera i zakonnik – początkowo benedyktyn, a potem kameduła. Współtworzył polski przekład Biblii znany jako Biblia Tysiąclecia – przełożył Pieśń nad pieśniami.

## Wywód genealogiczny
| 4. Antoni Ignacy Rostworowski syn Antoniego Melitona |  |                           |  |  |                                             |
|                                                      |  | 2. Wojciech Rostworowski  |  |  |                                             |
| 5. Klara Osuchowska                                  |  |                           |  |  |                                             |
|                                                      |  |                           |  |  | 1. Wojciech Jan (ojciec Piotr) Rostworowski |
| 6. Jan Kazimierz Plater-Zyberk                       |  |                           |  |  |                                             |
|                                                      |  | 3. Elżbieta Plater-Zyberk |  |  |                                             |
| 7. Weronika Hutten-Czapska                           |  |                           |  |  |                                             |
|                                                      |  |                           |  |  |                                             |

## Życiorys

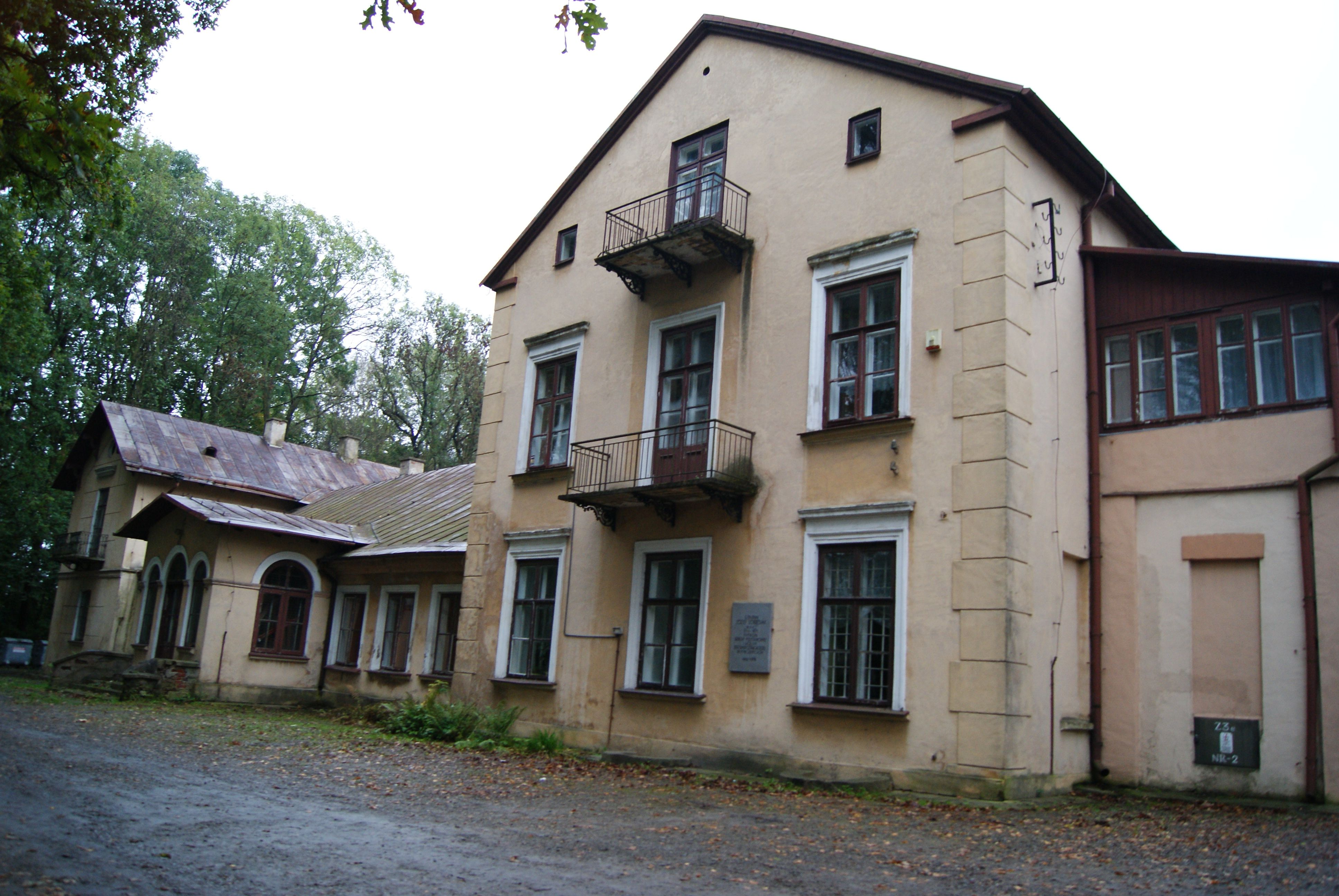
Dwór Rostworowskich w Rybczewicach na Lubelszczyźnie, gdzie urodził się ojciec Piotr Rostworowski

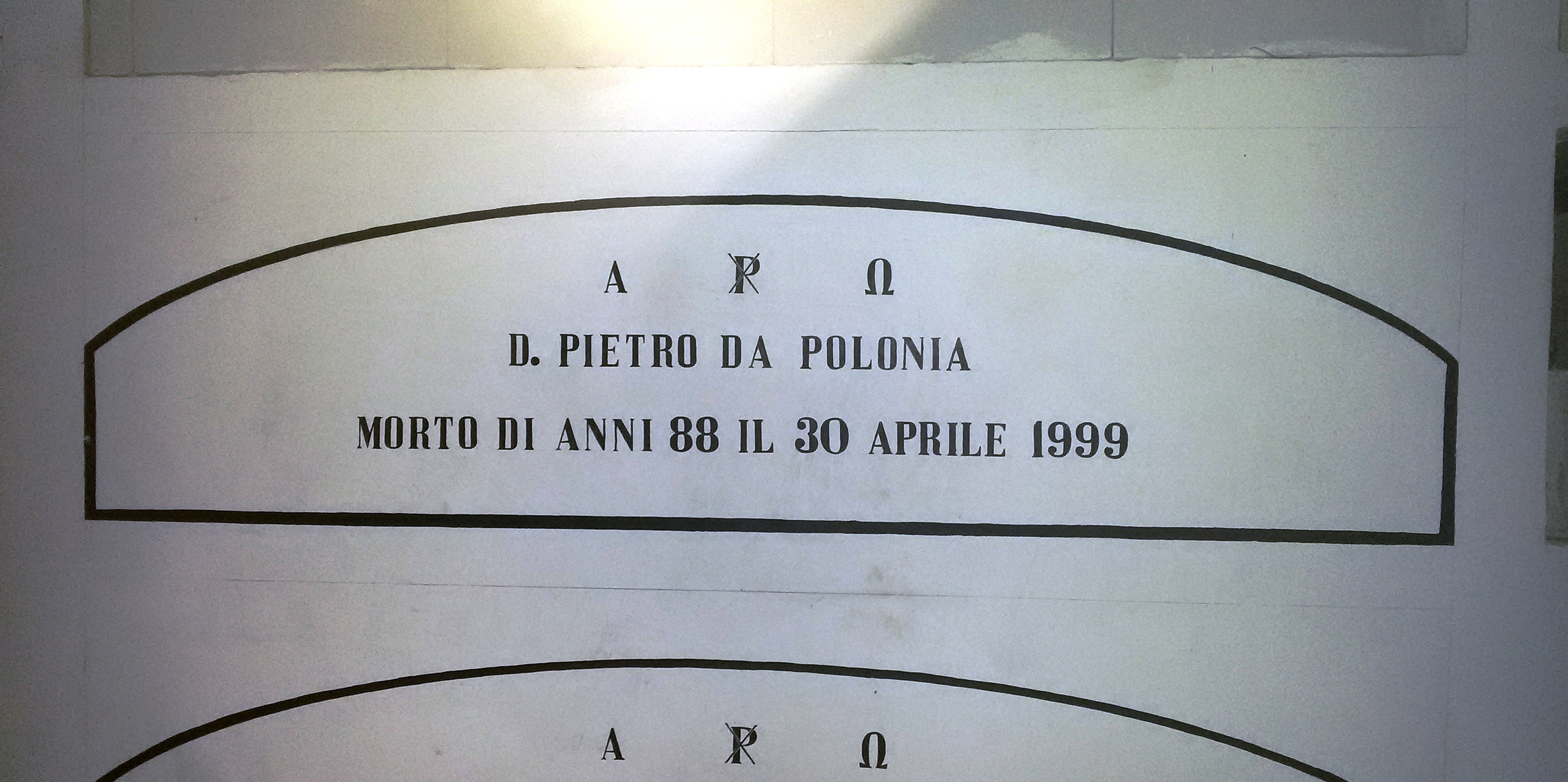
Grób o. Piotra Rostworowskiego w katakumbach Sacro Eremo Tuscolano we Frascati

Potomek rodziny ziemiańskiej, syn Elżbiety z hr. Plater-Zyberków i Wojciecha Rostworowskiego, senatora RP. Maturę zdał w 1928 r. w Gimnazjum Męskim im. św. Stanisława Kostki w Warszawie, po czym przeszedł wojskowe szkolenie kawaleryjskie. Otrzymał stopień plutonowego i odbył praktykę wojskową w pułku kawalerii w Wilnie. W 1929 r. wyjechał na studia świeckie do Paryża, jednak w 1930 r. podjął decyzję o wstąpieniu do zakonu benedyktynów, a dokładnie do opactwa św. Andrzeja w Brugii. 25 stycznia 1932 r. złożył tam swoją pierwszą profesję benedyktyńską, a święcenia kapłańskie przyjął 18 lipca 1937 r. 
Po częściowym odbyciu studiów teologicznych w Rzymie, w 1938 r. decyzją swojego opata został wysłany do Polski, m.in. w celu odbudowania i rozwinięcia klasztoru benedyktyńskiego w Tyńcu. Wskutek jego działalności, tuż przed wybuchem II wojny światowej, 29 lipca 1939 r., do Tyńca przyjechali z Belgii inni mnisi benedyktyńscy i tam zamieszkali. Wojnę spędził w klasztorze w Tyńcu. Pełnił tam funkcję mistrza nowicjatu i utrzymywał stałe kontakty z Radą Główną Opiekuńczą. W latach 1951–1959 został pierwszym po wojnie polskim przeorem tynieckiego klasztoru, zastępując ojca przeora Karola van Oosta OSB. 19 marca 1966 r. został aresztowany przez SB w związku z organizowaniem przerzutu do USA dwóch Czeszek (wpadła cała trójka). Został skazany na 4 lata więzienia i grzywnę. 11 grudnia 1967 r. zwolniony warunkowo. 
W 1968 r., na prośbę braci z zakonu kamedulskiego, którym doskwierały braki personalne, objął funkcję przeora ich klasztoru na krakowskich Bielanach. 4 kwietnia 1972 r. złożył profesję kamedulską. Następnie obejmował funkcje przeora eremów w Noli we Włoszech (1983–1986), Envigado w Kolumbii (1986–1992) oraz we włoskim Pascelupo (1992) i kolumbijskim Santa Rosa (1993). Ponadto został mianowany w 1984 r. przez papieża Jana Pawła II konsultorem Świętej Kongregacji do Spraw Zakonnych.
Wiele obowiązków związanych z rozwojem zgromadzeń zakonnych, m.in. w pierwszej fazie benedyktyńskich, w drugiej kamedulskich, sprawiło, że nie zaznał w swoim życiu spokoju i ciszy właściwej mnichowi ze wspólnoty kontemplacyjnej. Dopiero w 1994 r. przystąpił do rekluzji, tzn. życia w całkowitym odosobnieniu. Stan zdrowia nie pozwolił mu jej kontynuować i przerwał ją w 1995 r. W 1998 r. wskutek wylewu doznał częściowego paraliżu ciała, jednak po rehabilitacji wrócił do eremu. 15 kwietnia 1999 r. odprawił swoją ostatnią mszę świętą. Wskutek nieszczęśliwego upadku oraz ogólnie złego stanu zdrowia 30 kwietnia 1999 r. zmarł w szpitalu w Albano we Włoszech. Został pochowany w Eremie Tuscolano we Frascati.
Jedyny utrwalony obraz na taśmie filmowej o. Piotra Rostworowskiego jest w filmie Krzysztofa Zanussiego Iluminacja.

## Publikacje
Wszystkie poniższe wydania to dzieła instytucji Tyniec Wydawnictwo Benedyktynów, Kraków:
- 1996: Świadectwo Boga. Rozważania nad problemem wiary, „Z tradycji mniszej”, nr 18, ISBN 83-85433-72-4.
- 1997: Kierownictwo duchowe. Kilka zasad i wskazówek, „Z tradycji mniszej”, nr 20, ISBN 83-85433-84-8.
- 2002: Wiara, nadzieja i miłość. Trzy filary chrześcijańskiego życia, „Z tradycji mniszej”, nr 27, ISBN 83-7354-007-5.
- 2002: Wierność łasce. Kierownictwo duchowe zaawansowanych, „Z tradycji mniszej”, nr 14, ISBN 83-87525-54-5.
- 2000: W szkole modlitwy, „Z tradycji mniszej”, nr 23, ISBN 83-87525-51-0.
- 2004: Myśli, powiedzenia, anegdoty, wybór i opracowanie: Marzena Florkowska, ISBN 83-7354-085-7.
- 2004: Medytacje nad Psalmami, ISBN 83-7354-091-1.
- 2006: W głąb misterium, opracowanie: Marzena Florkowska, ISBN 83-7354-162-4.
- 2016: Komentarz do Ewangelii według świętego Jana, ISBN 978-83-7354-618-9.